# Іракліївка
Іра́кліївка —  село в Україні, у Яришівській сільській громаді Могилів-Подільського району Вінницької області. Населення становить 173 особи.

## Історія
7 (20) листопада 1917 року, відповідно до Третього Універсалу Української Центральної Ради, увійшло до складу Української Народної Республіки.
12 червня 2020 року, відповідно до Розпорядження Кабінету Міністрів України від № 707-р «Про визначення адміністративних центрів та затвердження територій територіальних громад Вінницької області», увійшло до складу Яришівської сільської громади.
19 липня 2020 року, в результаті адміністративно-територіальної реформи та ліквідації Могилів-Подільського району (1923 — 2020), село увійшло до складу новоутвореного Могилів-Подільського району.

## Відомі люди
- Ільїн Василь Степанович - український пілот. Почав кар'єру в 17 років як пілот сільгоспавіації. Був пілотом літака Президента України з 1991 року. До того був пілотом перших осіб УРСР таких,як В.В.Щербицький та Голів Кабінету Міністрів УРСР. Народився в селі Іракліївка Вінницької області 13.01.1936 року. Помер в Києві 09.04.2021 від коронавірусної інфекції.

Нагороджений багатьма грамотами та нагрудними знаками. В селі Яришів Вінницької області познайомився з майбутньою дружиною Комарською Людмилою Іванівною, дочкою завуча школи. Одружені в селі Яришів. Мали двох дітей, 5 онуків та 2 правнучок станом на квітень 2021 року.[джерело?]